# أنتي بوهجا
أنتي بوهجا (بالفنلندية: Antti Pohja)‏ (11 يناير 1977 بلاهتي في فنلندا - ) هو لاعب كرة قدم فنلندي في مركز الهجوم. شارك مع منتخب فنلندا لكرة القدم. أما مع النوادي، فقد لعب مع تامبيري يونايتد وميبا ونادي فآسا ونادي فادوتس ونادي كوسيسي ونادي هاماربي لكرة القدم ونادي هلسنكي وFC Jokerit ‏ وفينبا وTampereen Pallo-Veikot ‏ وHammarby IF ‏.

## وصلات خارجية
- أنتي بوهجا على موقع الاتحاد الدولي (مؤرشف)  (الإنجليزية)
- أنتي بوهجا على موقع قاعدة بيانات كرة القدم.إي يو (الإنجليزية)
- أنتي بوهجا على موقع ناشيونال فوتبول تيمز (الإنجليزية)
- أنتي بوهجا على موقع عالم كرة القدم.نت (الإنجليزية)